# La fe (pel·lícula)
La fe és una pel·lícula espanyola de 1947 dirigida per Rafael Gil Álvarez per a Suevia Films i protagonitzada per Amparo Rivelles, Rafael Durán i Guillermo Marín. La direcció artística va ser a càrrec d'Enrique Alarcón.

## Argument
Està basada en l'obra del mateix títol de l'escriptor Armando Palacio Valdés i en ella un sacerdot veu posada a prova la seva fe en passar una nit a un hostal amb una dona de camí a un convent.

## Repartiment
- Amparo Rivelles - Marta Osuna
- Rafael Durán  - Padre Luis Lastra
- Guillermo Marín - Don Álvaro Montesinos
- Juan Espantaleón - Padre Miguel Vigil Suárez
- Ricardo Calvo - Obispo
- Fernando Fernández de Córdoba - Sr. Osuna
- Camino Garrigó - Josefa
- José Prada - Don Martín
- Joaquín Roa - Sacerdote acompañante del P. Miguel
- Félix Fernández - Pelegrín
- Ángel de Andrés - Dueño casa huéspedes
- Carmen Sánchez - Doña Eloísa
- Irene Caba Alba - Dueña casa huéspedes
- Juan Vázquez - Don Gaspar
- Arturo Marín - Ramiro
- Manuel Guitián - Juan
- Julia Lajos - Teodora
- Fernando Aguirre - Maestro
- Cándida Losada - Joaquina
- Ángel Martinez
- Luisa Sala

## Premis
Tercera edició de les Medalles del Cercle d'Escriptors Cinematogràfics
| Categoria                | Nominats        | Resultat   |
| ------------------------ | --------------- | ---------- |
| Millor actriu            | Amparo Rivelles | Guanyadora |
| Millor actriu secundària | Camino Garrigó  | Guanyador  |